# Championnat d'Afrique féminin de basket-ball 1994
Navigation
Sénégal 1993 Kenya 1997
Le Championnat d'Afrique de basket-ball féminin de la FIBA 1994 est le 13e championnat FIBA Afrique pour les femmes, placé sous l’égide de la FIBA, instance mondiale régissant le basket-ball. 
Le tournoi a été organisé par l'Afrique du Sud du 10 au 17 décembre 1994 à Johannesbourg. Il a été remporté par le Zaïre.

## Compétition

### Premier tour

#### Groupe A
| Groupe A |               |     |   |   |   |     |     |      |
|          | Équipe        | Pts | J | G | P | PP  | PC  | Diff |
| 1        | Sénégal       | 6   | 3 | 3 | 0 | 227 | 117 | +110 |
| 2        | Mozambique    | 5   | 3 | 2 | 1 | 186 | 157 | +29  |
| 3        | Côte d'Ivoire | 4   | 3 | 1 | 2 | 177 | 192 | −5   |
| 4        | Guinée        | 3   | 3 | 0 | 3 | 121 | 245 | −124 |

#### Groupe B
| Groupe B |                |     |   |   |   |     |     |      |
|          | Équipe         | Pts | J | G | P | PP  | PC  | Diff |
| 1        | Zaïre          | 6   | 3 | 3 | 0 | 280 | 124 | +156 |
| 2        | Angola         | 5   | 3 | 2 | 1 | 205 | 144 | +61  |
| 3        | Afrique du Sud | 4   | 3 | 1 | 2 | 151 | 228 | -77  |
| 4        | Zimbabwe       | 3   | 3 | 0 | 3 | 124 | 264 | -140 |

### Tour final
|  | Demi-finales | Demi-finales | Demi-finales | Demi-finales |                               |         | Finale      | Finale      | Finale      | Finale      |
|  |              |              |              |              |                               |         |             |             |             |             |
|  | 15 décembre  | 15 décembre  | 15 décembre  | 15 décembre  |                               |         | 17 décembre | 17 décembre | 17 décembre | 17 décembre |
|  | Sénégal      | Sénégal      | 63           | 63           |                               |         | 17 décembre | 17 décembre | 17 décembre | 17 décembre |
|  | Sénégal      | Sénégal      | 63           | 63           |                               |         | 17 décembre | 17 décembre | 17 décembre | 17 décembre |
|  | Angola       | Angola       | 52           | 52           |                               |         | 17 décembre | 17 décembre | 17 décembre | 17 décembre |
|  | Angola       | Angola       | 52           | 52           | Sénégal                       | Sénégal | 48          | 48          |             |             |
|  | 15 décembre  |              |              |              | Sénégal                       | Sénégal | 48          | 48          |             |             |
|  |              |              | Zaïre        | Zaïre        | 68                            | 68      |             |             |             |             |
|  | Zaïre        | Zaïre        | Zaïre        | Zaïre        | 68                            | 68      | 62          | 62          |             |             |
|  | Zaïre        | Zaïre        |              |              |                               |         |             | 62          |             |             |
|  | Mozambique   | Mozambique   | 52           | 52           |                               |         |             |             |             |             |
|  | Mozambique   | Mozambique   | 52           | 52           | Match pour la troisième place |         |             |             |             |             |
|  |              |              |              |              |                               |         |             |             |             |             |
|  | 17 décembre  |              |              |              |                               |         |             |             |             |             |
|  | Angola       | Angola       | 53           | 53           |                               |         |             |             |             |             |
|  | Angola       | Angola       | 53           | 53           |                               |         |             |             |             |             |
|  | Mozambique   | Mozambique   | 29           | 29           |                               |         |             |             |             |             |
|  | Mozambique   | Mozambique   | 29           | 29           |                               |         |             |             |             |             |

## Classement final
| Place                       | Équipes        | V-D |
| --------------------------- | -------------- | --- |
| Médaille d'or, Afrique      | Zaïre          | 5–0 |
| Médaille d'argent, Afrique  | Sénégal        | 4-1 |
| Médaille de bronze, Afrique | Angola         | 3-2 |
| 4                           | Mozambique     | 2-3 |
| 5                           | Côte d'Ivoire  | 2-2 |
| 6                           | Afrique du Sud | 1-3 |
| 7                           | Zimbabwe       | 1-3 |
| 8                           | Guinée         | 0-4 |

## Effectifs
Les joueuses suivantes ont participé au Championnat d'Afrique : 
- Zaïre[1] : Jacqueline Nguya Nakwete, Charlotte Evoloko, Philomène Bompoko, Kaninga Mbambi, Catherine Lingenga, Adèle Gode, Ngunda Mbuli, Longanza Kamimbaya, Jane Pikinini, Nana Ngalula, Adèle Kamanga. Sélectionneur : Mozingo Mozin.